# Qaratoba
Qaratoba è un comune dell'Azerbaigian situato nel distretto di Qusar. Conta una popolazione di 637 abitanti.